# Икако
Икако, или золота́я сли́ва, или коко́совая слива (лат. Chrysobalánus icáco) — деревянистое растение; вид рода Chrysobalanus семейства Хризобалановые.

## Ботаническое описание

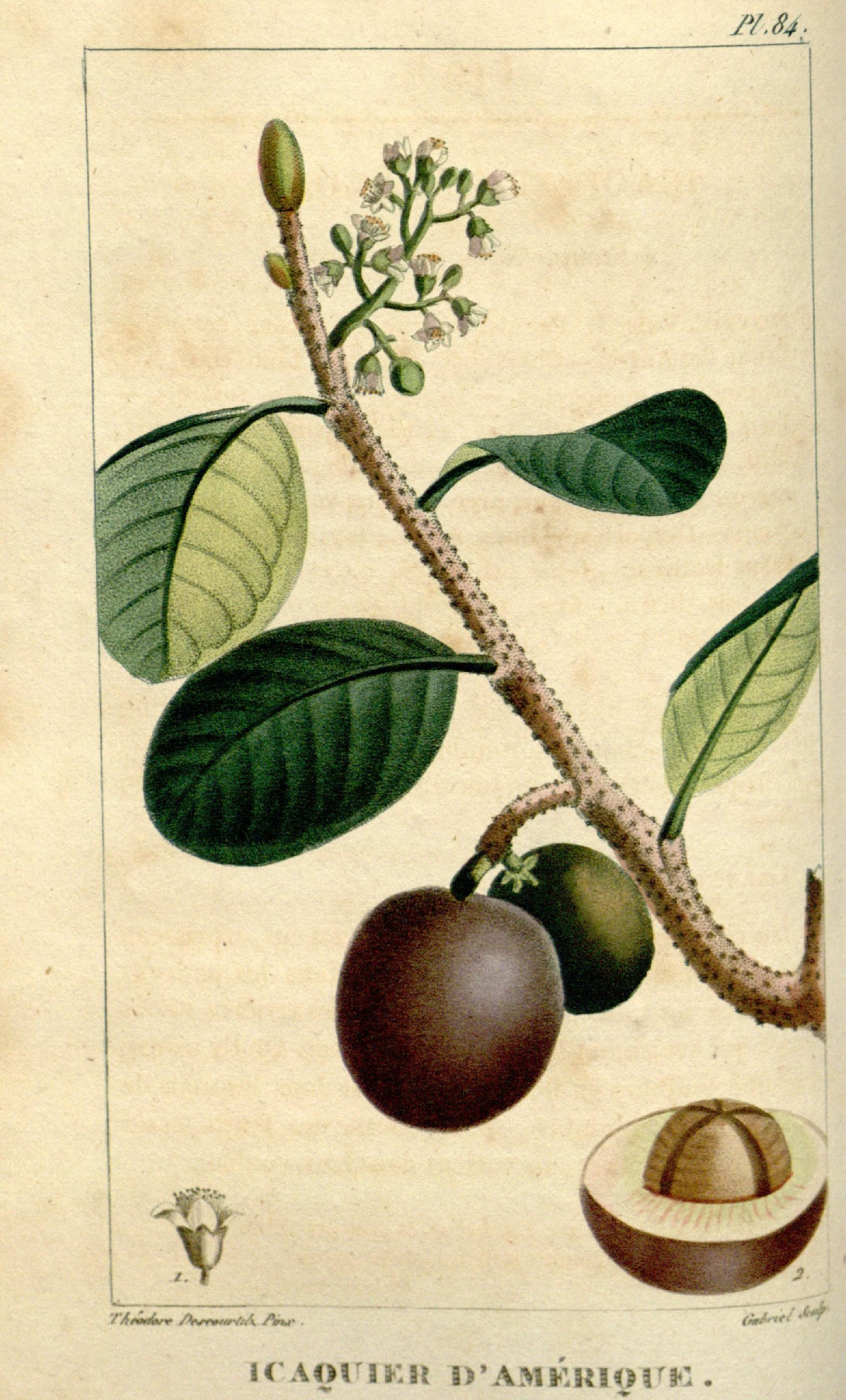
Ботаническая иллюстрация из книги Flore médicale des Antilles, ou, Traité des plantes usuelles, 1822

Вечнозелёный кустарник или дерево высотой 1—6 м.
Овальные кожистые листья 3—10 см длиной и 2,5—7 см шириной, цветом от зелёного до светло-красного.
Цветки маленькие белые, собранные в соцветия, появляются поздней весной.
Плоды появляются в конце лета. Они собраны в гроздья овальной формы, имеют бледно-жёлтую с розовым румянцем или тёмно-фиолетовую окраску.

## Распространение и среда обитания
Растёт вблизи морских пляжей и во внутренних районах по всей тропической Африке, Южной Америке и Карибскому бассейну, а также на юге Флориды и Багамских островов.

## Хозяйственное значение и применение
Растение не выдерживает морозов, однако его прибрежная разновидность довольно устойчива к соли, благодаря этому его часто насаждают вдоль побережий, чтобы предотвратить их эрозию.
Икако сажают также в качестве декоративного кустарника.
Плоды икако с мягко сладким вкусом съедобны в необработанном виде и используются для получения желе и джемов.
Мякоть с давних пор используют как чёрную краску, а из семян отжимают масло, которое пользуется популярностью у местных народов Америки. Из этого масла также делают свечи, мыло и смазку.
Листья и кору используют для лечения дизентерии, диареи и диабета. Чай из листьев помогает при проблемах с мочевым пузырем и почками.